# فيرناند جويافيرتس
فيرناند جويافيرتس (24 أكتوبر 1938 - 5 أبريل 2004) لاعب كرة قدم بلجيكي دولي. لعب كمهاجم.

## المسيرة الكروية
شارك لأول مرة مع الفريق الأول لنادي بروج في سن السادسة عشر. في عام 1958، كانت ركلة الجزاء التي سددها ضد نادي CS Verviers حاسمة في صعود النادي إلى أعلى مستوى في كرة القدم البلجيكية. غادر نادي كلوب بروج في عام 1962 بعد صراع مع المدرب الروماني نوربرتو هوفلينج. دفع نادي برشلونة 5 ملايين فرنك بلجيكي للحصول عليه. وبعد عامين، تم اختياره كأفضل لاعب أجنبي في الدوري الإسباني.
بعد عام واحد، غادر فيرناند برشلونة إلى ريال مدريد، مما جعله البلجيكي الوحيد الذي لا يزال يلعب لكلا العملاقين الإسبانيين. بسبب الإصابات، لم يتمكن أبدًا من تحقيق اختراق. وتبعه مدربه ألفريدو دي ستيفانو إلى نادي إلتشي.
في عام 1971، عاد فيرناند إلى بلجيكا. انتقل من نادي نيس إلى سيركل بروج. واصل فيرناند اللعب لصالح لوكيرين أوست فلانديرين، ونادي النجم الأبيض لاو، ونادي تورناي للسباق.

## المسيرة الدولية
على الرغم من كونه أحد أكثر لاعبي كرة القدم البلجيكيين موهبة في عصره، إلا أن فيرناند لعب 8 مباريات فقط مع الشياطين الحمر، وكان هدفه الوحيد في مباراة ضد هولندا. في ذلك الوقت، لم يكن مسموحًا للاعبي كرة القدم المحترفين باللعب للمنتخب الوطني.

## التقاعد والوفاة
بعد مسيرته الكروية، عمل فيرناند كوكيل لعدة لاعبين. توفي بسبب نزيف في المخ، وعمره 65 عاماً فقط.

## الأوسمة والجوائز

### برشلونة
- كأس الجنرال : 1962–63[3]

ريال مدريد
- كأس أوروبا : 1965–66
- الدوري الإسباني : 1966-1967[4]

### نيس
- الدوري الفرنسي الدرجة الثانية : 1969-1970
- كأس الأبطال : 1970[5]

## روابط خارجية
- متحف سيركل.بي
- كلوب بروج
- إل موندو
- دي ستاندارد
- صحيفة الإندبندنت